# 飛び魚 (お笑いコンビ)
飛び魚（とびうお）は、松竹芸能所属の女性お笑いコンビ。2006年4月結成、2015年12月解散。

## メンバー
- 川堺 弥生（かわざかい やよい、1984年3月22日 - ）
  - 主にボケ担当。
  - 東京都品川区出身。身長156cm、体重60kg、血液型O型。
  - 立正大学付属立正高等学校卒業[1]
  - かつては女性コンビ「タバスコランナー」のメンバーとして活動。タバスコランナーは相方が2005年10月27日に素敵なサムスィングを退社したことにより解散。
  - ピン芸人として活動していた時の名義に「早乙姫弥生」、「魚魚」（うお さかな）があった。
  - 東京都世田谷区内の豚肉レストランの店長をやっていた。
  - 中学生、高校生時代は6年間、卓球をやっていた[2]。
  - 板野友美の物真似をやっていることから、キンタロー。（前田敦子役）、八幡カオル（峯岸みなみ役）、ヨーコ（123☆45、松井珠理奈役）、せつこ（渡辺麻友役）、本日は晴天なり（指原莉乃役）、高田千尋（ばーん、大島優子役）、紺野ぶるま（秋元才加役）、寅人（高橋みなみ役）と共に、AKB48メンバーの物真似をする女芸人同士で組んだ「ニセえーけーびー」のち『チームG』のメンバーとしても活動し、ライブを行っていた（第1回ライブは2014年3月4日）[3][4]。
  - 引退後、2016年8月に結婚[5]。2017年3月に第一子を出産[6]。

- 橋本 マリエ（はしもと まりえ、1989年9月1日 - ）(35歳)
  - 本名：橋本 真理江（はしもと まりえ）
  - 主にツッコミ担当。
  - 東京都練馬区出身。身長149cm、体重36kg、血液型A型。
  - 東京都立光丘高等学校卒業[7]
  - 台湾人と日本人のハーフ[8]。そのため、中国語を聞き取ることが出来、話すことも出来る。
  - プロレスファン。
  - 小学6年生の時（2001年）にM-1グランプリに初出場し、この時は2回戦まで進出した。
  - 芸人引退後、元芸人で「珈琲ブレイクン」元メンバーの「いけだのひーくん」との婚約を発表[9]。
  - 2018年4月から、サロンに正社員として勤務[10][11]。

## 略歴
2006年4月結成。当初、所属事務所は素敵なサムスィング。当時、同事務所内に所属していた女子は川堺と橋本の2人だけだったことから、この2人による結成となった。コンビ名は、川堺のピン芸人名義に「魚魚」があったことから、魚の名前を選んで名付けた。
M-1グランプリでは、2006年～2008年いずれも2回戦まで進出。
2009年6月に所属していた素敵なサムスィングが解散、その後しばらくフリーで活動。同年10月に松竹芸能へ移籍。
2015年12月末で解散。10年に亘る活動を終了し、二人とも芸人を引退。

## 芸風
漫才、コントともにネタを持つ。コントのネタには『結婚式のスピーチ』、『卒業式』、川堺が外国人になりきったキャラクターでのものなどがある。
川堺がネガティブなボケをすることがある。
2012年末頃からは、川堺が眼鏡を外し髪をほどいたら、板野友美に似ていることをネタにすることがある（ただし、声は全く似ていない）。また、橋本には平愛梨の物真似、顔真似のネタがある。

## 出演

### テレビ
- エンタの天使（2009年2月4日（第8回）、日本テレビ）キャッチコピーは『浮き沈みの負女子（ふじょし）』
- 女芸人祭り2009 (2009年9月29日、あっ!とおどろく放送局)
- Hometownいいじゃん!（J:COM茨城）- レギュラーレポーター
- 女神のマルシェ（日本テレビ）
- 初詣!爆笑ヒットパレード（2013年1月1日、フジテレビ）「濱口コントサークル」のメンバーで出演
- SANDWICH-MAN QUIZ THE PRICE SHOW（2013年3月16日、千葉テレビ放送）
- マバタキー（2013年3月27日、フジテレビ）
- 欽ちゃん&香取慎吾の全日本仮装大賞（2013年4月29日（第90回）、日本テレビ）[15]
- 森田一義アワー 笑っていいとも!（2013年9月23日、フジテレビ）「ウルトラソウル選手権」コーナー
- ものまねグランプリ（2013年9月29日、日本テレビ）「トルネードそっくりSHOW!」コーナーに平愛梨のそっくりさんとして出演（橋本のみ）
- よゐこのKIDSぱらだいす!（キッズステーション・TwellV）
- おはスタ（2014年3月14日、テレビ東京）「ひなこ姫を起こせ!」コーナー
- うつけもん（2014年7月30日、フジテレビ）ユニット「ニセAKB48」として板野友美の物真似で初出演（川堺のみ）
- オサレもん（2014年11月4日深夜・11月11日深夜、フジテレビ）ユニット「ニセAKB48」として出演
- ○っと!（青森朝日放送）「チームG（ニセAKB48）」として出演（川堺のみ）
- BF会議（テレビ朝日）- 川堺のみ
- 『ぷっ』すま（2015年6月12日深夜、テレビ朝日）「女芸人が水着に着替えたら」企画（橋本のみ）
- PON!（2015年9月28日、日本テレビ）「お笑い数うちゃPON!」コーナー

### 映画
- 丘のうえから（2008年12月公開） - 富田裕子 役（橋本のみ）
- 高校デビュー（2011年4月1日公開、アスミック・エース）

### ライブ
- 素敵なサムスィングライブ『あおてん!!』
- TEPPEN
- お笑い無法地帯
- 渦潮ライブ」
- 笑いの輪
- 笑いの種
- 笑いの源
- 疾風迅雷ライブ
- 女ヴっかけライブ
- WASABI
- エンタメヒットパレード（浅草東洋館）
- 2番手カルテット（あがいんと2組のユニットライブ）
- 学園祭ライブ（文化女子大学、東海学院大学、至学館高等学校、トヨタ自動車大学校）
他

### CM
- SQUAREHOOD アルバム『Mr.SQUAREHOOD』「ガチ合コンできる券 追憶篇・必死篇・同情篇」（橋本のみ）

### 演劇
- 劇団オオシロピンノ 5W1H旗揚げ公演『ＪＫプロデュース』（2009年4月11日、東京都中野区 Studio twl）（橋本のみ）

共演：伊藤俊一（ムートン）、榎木智一（劇団☆錦魚鉢）、齋藤雅寛、正田美里、弘原竹雪（劇団オオシロピンノ）、まいまい（つーから）